# Château des Thons (New York)
Das Château des Thons ist ein kleines Schloss im US-Bundesstaat New York. 

## Geschichte
1926 bereiste Ashbel H. Barney Europa und kam so auch nach Frankreich. Dort verliebte er sich in ein Schloss, das Château des Thons (Lage), wovon der er bald darauf die rechte Hälfte erwarb und nach einigen Querelen mit den französischen Behörden Stein für Stein, Paneel für Paneel, in penibel nummerierten Kisten, per privatem Dampfschiff 1928 nach Amerika mitnahm. Dort angelangt ließ Barney das Schloss auf seinem Grundstück auf Long Island wieder errichten. Heute ist es am Brookville Cemetery gelegen, Wolver Hollow Road, Upper Brookville.